# A Glee dalainak listája (1. évad)
A Glee egy amerikai zenés vígjáték-dráma tévésorozat, melyet a Fox gyárt. A történet a New Directions nevű kórusra fókuszál, mely az ohiói Limában található William McKinley High School középiskolában játszódik. A sorozatot Ryan Murphy, Brad Falchuk és Ian Brennan írja, és rengeteg dalt dolgoz fel, melyet a sorozat karakterei énekelnek el. Ryan Murphy feladata az összes zene kiválasztása, és megpróbálja azokat slágerré varázsolnia, szeretné, hogy "mindenkinek tartogasson valamely epizód egy dalt". Amint Ryan Murphy kiválaszt egy dalt, a jogokat a zenei vezető – P.J. Bloom – szerzi be, és a zenei producer – Adam Anders – átalakítja azt a színészek hangszínéhez. A dalokat előre felveszi a csapat, míg a koreográfus – Zach Woodlee – felépíti az ahhoz tartozó táncmozdulatokat, amit aztán a csapat megtanul és azt leforgatják. Aztán a stúdiófelvételeket elkészítik. A folyamat 6-8 héttel az epizódok forgatása előtt kezdődik meg, és az epizód leforgatása előtti napig tart.
Az évad elején Ryan Murphy kijelentette, hogy olyan zenés részeket szeretne, aminek van valóságalapja, és ahol a szereplők nem csak úgy "dalra fakadnak a semmiből". Bár ahogy az évad haladt tovább, a sorozatban több fantázián alapuló zenés részlet volt, mint például amikor a mozgássérült Artie elképzeli, hogy táncol a "The Safety Dance" című dalra, és amikor 6 másik karakter egy fantázia során előadja Madonna slágerét, a "Like a Virgin"-t. Az évad első tizenhárom epizódja átlagosan 5 dalt tartalmazott epizódonként, azonban az utolsó kilenc epizódra ez a szám megemelkedett 8-ra.
Ryan Murphyt meglepte, hogy mennyire könnyű a felhasználandó dalokat "elkérni" a kiadóktól. A zenész és zeneszerző Billy Joel rengeteg dalát ajánlotta fel a sorozatnak, a barbadosi származású énekesnő, Rihanna pedig felajánlotta a kislemezként megjelent "Take a Bow"-t egy korlátolt használatra, de emellett még sok más előadó is felajánlotta, hogy dalaikat ingyen felhasználhatják a sorozatban. Madonna az összes dalkatalógusát garantáltan "kölcsönadta" a sorozatnak, és a 15. "Madonna hatalma" című epizódban csak Madonna dalokat hallhatunk. A Glee albumsorozata már megjelent a Columbia Records kiadó által. Az első évadból már stúdióalbumok is jelentek meg, ilyenek a Glee: The Music, Volume 1, a Glee: The Music, Volume 2 és a Glee: The Music, Volume 3 Showstoppers. Emellett megjelentek olyan kislemezek is, mint a Glee: The Music, The Power of Madonna és a Glee: The Music, Journey to Regionals, valamint egy teljes összeállítás, a Glee: The Music, The Complete Season One, ami az első évad 100 dalát tartalmazta. A sorozatban hallott dalokat az iTunes fizetős zeneletöltő szolgáltatás által lehetett beszerezni, már kettő héttel az új epizódok leadása előtt, és más digitális üzletekből pedig egy héttel az epizód premierje után.

## Előadók
A dalok többségét a New Directions adja elő, azaz Artie Abrams (Kevin McHale), Rachel Berry (Lea Michele), Mike Chang (Harry Shum, Jr), Tina Cohen-Chang (Jenna Ushkowitz), Quinn Fabray (Dianna Agron), Finn Hudson (Cory Monteith), Kurt Hummel (Chris Colfer), Mercedes Jones (Amber Riley), Santana Lopez (Naya Rivera), Brittany Pierce (Heather Morris) és Noah Puckerman (Mark Salling) és Matt Rutherford (Dijon Talton). A kórus vezetője, Will Schuester (Matthew Morrison) szintén előad számos dalt, és a 3. "Összeáll a banda" című epizódban alakít egy csak férfiakból álló A cappella csapatot, melynek tagjai Ken Tanaka (Patrick Gallagher), Sandy Ryerson (Stephen Tobolowsky), Henri St. Pierre (John Lloyd Young), Howard Bamboo (Kent Avenido), Finn és Puck. A sorozat dalainak előadói között szerepel a rivális kórus, a Vocal Adrenaline, aminek a főénekese Jesse St. James (Jonathan Groff), a Jane Addams Leánykórus, a Haverbrook Siketek Kórusa és az Aural Intensity, csakúgy, mint a McKinley High középiskola futball- és pomponlánycsapata.
A sorozatban emellett sok vendégszereplő is énekelt: Ben Bledsoe egy régi kórustagot, Hank Saunderst játszotta, Jerry Phillips volt a fiatal Finn, és Aaron Hendry játszotta Darrent az első részben. Kristin Chenoweth és Neil Patrick Harris régi kórustagokat játszottak, név szerint ők voltak April Rhodes és Bryan Ryan. Zack Weinstein alakította Sean Frettholdot, és Olivia Newton-John is beugrott saját magát alakítva. Emellett Wendy Worthington játszotta a meghallgatáson a nőt, aki A nyomorultakba akart bekerülni a 19. "Álmodj tovább!" című részben, s végül Idina Menzel, aki a Vocal Adrenaline vezetőjét Shelby Corcoran alakítja, szintén vendégszerepelt és énekelt a sorozatban.
A három stúdióalbumon szereplő dalokban a pótlólagos vokált nem csak a sorozatbeli tagok adják. Ők pedig Adam Anders, Kamari Copeland, Tim Davis, Emily Gomez, David Loucks, Chris Mann és Windy Wagner, akik mindhárom albumon részt vesznek, míg Nikki Hassman csak az első kettő albumon vesz részt, és Zac Poor a második lemezen énekel. Jasper Randall a Glee: The Music, Volume 1 című lemezen énekel, és David Baloche, Jenny Karr, Kerri Larson és Tiffany Palmer a Glee: The Music, Volume 2-n énekelnek. A Glee: The Music, Volume 3 Showstoppers című lemezen a pótlólagos vokálokat Nikki Anders, Kala Balch, David Baloche, Colin Benward, Ravaughn Brown, Storm Lee, Chaz Mason, Jeanette Olsen, Jimmy Andrew Richard, Drew Ryan Scott, Shelley Scarr és Onitsha Shaw szolgáltatja. Míg a visszatérő szereplők, Heather Morris, Naya Rivera, Harry Shum Jr. és Dijon Talton a számokban részt vesznek a képernyőn, addig csak Naya Rivera énekel valóban az albumokon, az első részét a "Like a Virgin" című dalban elnyerve, mely a 15. epizódban, a "The Power of Madonna" című részben hangzott el.

## Dalok
| Cím                                                  | Eredeti előadó                                         | Feldolgozója                                                                                                 | Epizód                          | Kislemez? | Album                     | Forrás        |
| ---------------------------------------------------- | ------------------------------------------------------ | --- | ------------------------------- | --------- | ------------------------- | ------------- |
| "Where Is Love?"                                     | Oliver!                                                | Hank Saunders és Sandy Ryerson                                                                               | 1. "Minden kezdet nehéz"        | Nem       | ?                         | [ 16 ]        |
| "Respect"                                            | Aretha Franklin                                        | Mercedes Jones                                                                                               | 1. "Minden kezdet nehéz"        | Nem       | ?                         | [ 17 ]        |
| "Mr. Cellophane"                                     | Chicago                                                | Kurt Hummel                                                                                                  | 1. "Minden kezdet nehéz"        | Nem       | ?                         | [ 17 ]        |
| "I Kissed a Girl"                                    | Katy Perry                                             | Tina Cohen-Chang                                                                                             | 1. "Minden kezdet nehéz"        | Nem       | ?                         | [ 17 ]        |
| "On My Own"                                          | A nyomorultak                                          | Rachel Berry                                                                                                 | 1. "Minden kezdet nehéz"        | Igen      | The Complete Season One   | [ 17 ]        |
| "Sit Down, You're Rockin' the Boat"                  | Guys and Dolls                                         | New Directions                                                                                               | 1. "Minden kezdet nehéz"        | Nem       | ?                         | [ 17 ]        |
| "Can't Fight This Feeling"                           | REO Speedwagon                                         | Finn Hudson                                                                                                  | 1. "Minden kezdet nehéz"        | Igen      | Glee: The Music, Volume 1 | [ 17 ]        |
| "Lovin', Touchin', Squeezin"                         | Journey                                                | Fiatal Finn Hudson és Darren                                                                                 | 1. "Minden kezdet nehéz"        | Nem       | ?                         | [ 18 ]        |
| "You're the One That I Want"                         | Grease                                                 | New Directions                                                                                               | 1. "Minden kezdet nehéz"        | Nem       | ?                         | [ 19 ]        |
| "Rehab"                                              | Amy Winehouse                                          | Vocal Adrenaline                                                                                             | 1. "Minden kezdet nehéz"        | Igen      | The Complete Season One   | [ 17 ]        |
| "Leaving on a Jet Plane"                             | John Denver                                            | Will Schuester                                                                                               | 1. "Minden kezdet nehéz"        | Nem       | Glee: The Music, Volume 1 | [ 20 ]        |
| "That's the Way (I Like It)"                         | KC and the Sunshine Band                               | McKinley High Kórus – 1993                                                                                   | 1. "Minden kezdet nehéz"        | Nem       | ?                         |               |
| "(Shake, Shake, Shake) Shake Your Booty"             | KC and the Sunshine Band                               | McKinley High Kórus – 1993                                                                                   | 1. "Minden kezdet nehéz"        | Nem       | ?                         |               |
| "Don't Stop Believin'"                               | Journey                                                | New Directions                                                                                               | 1. "Minden kezdet nehéz"        | Igen      | Glee: The Music, Volume 1 | [ 17 ]        |
| "Le Freak"                                           | Chic                                                   | New Directions                                                                                               | 2. "Szerelem a láthatáron!"     | Nem       | ?                         | [ 21 ]        |
| "Gold Digger"                                        | Kanye West feat. Jamie Foxx                            | Will Schuester és a New Directions                                                                           | 2. "Szerelem a láthatáron!"     | Igen      | Glee: The Music, Volume 1 | [ 21 ]        |
| "All by Myself"                                      | Eric Carmen                                            | Emma Pillsbury                                                                                               | 2. "Szerelem a láthatáron!"     | Nem       | ?                         | [ 22 ]        |
| "Push It"                                            | Salt-n-Pepa                                            | New Directions                                                                                               | 2. "Szerelem a láthatáron!"     | Igen      | The Complete Season One   | [ 21 ]        |
| "I Say a Little Prayer"                              | Dionne Warwick                                         | Quinn Fabray, Santana Lopez és Brittany Pierce                                                               | 2. "Szerelem a láthatáron!"     | Nem       | Glee: The Music, Volume 1 | [ 21 ]        |
| "Take a Bow"                                         | Rihanna                                                | Rachel Berry, Mercedes Jones és Tina Cohen-Chang                                                             | 2. "Szerelem a láthatáron!"     | Igen      | Glee: The Music, Volume 1 | [ 21 ]        |
| "For He's a Jolly Good Fellow"                       | Anon                                                   | Akapalik | 3. "Összeáll a banda"           | Nem       | ?                         | [ 23 ]        |
| "This Is How We Do It"                               | Montell Jordan                                         | Akapalik | 3. "Összeáll a banda"           | Nem       | ?                         | [ 24 ]        |
| "Poison"                                             | Bell Biv DeVoe                                         | Akapalik | 3. "Összeáll a banda"           | Nem       | ?                         | [ 24 ]        |
| "Mercy"                                              | Duffy                                                  | Vocal Adrenaline                                                                                             | 3. "Összeáll a banda"           | Igen      | The Complete Season One   | [ 24 ]        |
| "Bust Your Windows"                                  | Jazmine Sullivan                                       | Mercedes Jones                                                                                               | 3. "Összeáll a banda"           | Igen      | Glee: The Music, Volume 1 | [ 24 ]        |
| "I Wanna Sex You Up"                                 | Color Me Badd                                          | Akapalik | 3. "Összeáll a banda"           | Nem       | Glee: The Music, Volume 1 | [ 24 ]        |
| "Single Ladies (Put a Ring on It)"                   | Beyoncé                                                | Kurt Hummel, Tina Cohen-Chang és Brittany Pierce; a McKinley High futballcsapata                             | 4. "Próba vagy edzés"           | Nem       | ?                         | [ 25 ]        |
| "Taking Chances"                                     | Céline Dion                                            | Rachel Berry                                                                                                 | 4. "Próba vagy edzés"           | Igen      | Glee: The Music, Volume 1 | [ 25 ]        |
| "Tonight"                                            | West Side Story                                        | Tina Cohen-Chang                                                                                             | 4. "Próba vagy edzés"           | Nem       | ?                         | [ 25 ]        |
| "Don't Stop Believin'"                               | Journey                                                | New Directions                                                                                               | 5. "Trükkös sztár"              | Nem       | ?                         | [ 26 ]        |
| "Maybe This Time"                                    | Cabaret                                                | April Rhodes és Rachel Berry                                                                                 | 5. "Trükkös sztár"              | Igen      | Glee: The Music, Volume 1 | [ 27 ]        |
| "Cabaret"                                            | Cabaret                                                | Rachel Berry                                                                                                 | 5. "Trükkös sztár"              | Nem       | ?                         | [ 28 ]        |
| "Alone"                                              | Heart                                                  | April Rhodes és Will Schuester                                                                               | 5. "Trükkös sztár"              | Igen      | Glee: The Music, Volume 1 | [ 27 ]        |
| "Last Name"                                          | Carrie Underwood                                       | April Rhodes és New Directions                                                                               | 5. "Trükkös sztár"              | Igen      | The Complete Season One   | [ 27 ]        |
| "Somebody to Love"                                   | Queen                                                  | New Directions                                                                                               | 5. "Trükkös sztár"              | Igen      | Glee: The Music, Volume 1 | [ 27 ]        |
| "It's My Life" / "Confessions Part II"               | Bon Jovi / Usher                                       | A New Directions fiútagjai                                                                                   | 6. "A csodaszer"                | Igen      | The Complete Season One   | [ 29 ]        |
| "Halo" / "Walking on Sunshine"                       | Beyoncé / Katrina and the Waves                        | A New Directions lánytagjai                                                                                  | 6. "A csodaszer"                | Igen      | The Complete Season One   | [ 29 ]        |
| "Hate on Me"                                         | Jill Scott                                             | New Directions: Sue csapata                                                                                  | 7. "Ki a főnök?"                | Igen      | Glee: The Music, Volume 1 | [ 30 ]        |
| "Ride wit Me"                                        | Nelly feat. City Spud                                  | New Directions                                                                                               | 7. "Ki a főnök?"                | Nem       | ?                         | [ 31 ]        |
| "No Air"                                             | Jordin Sparks és Chris Brown                           | New Directions: Will csapata                                                                                 | 7. "Ki a főnök?"                | Igen      | Glee: The Music, Volume 1 | [ 30 ]        |
| "You Keep Me Hangin' On"                             | The Supremes                                           | Quinn Fabray                                                                                                 | 7. "Ki a főnök?"                | Igen      | Glee: The Music, Volume 1 | [ 30 ]        |
| "Keep Holding On"                                    | Avril Lavigne                                          | New Directions                                                                                               | 7. "Ki a főnök?"                | Igen      | Glee: The Music, Volume 1 | [ 30 ]        |
| "Bust a Move"                                        | Young MC                                               | Will Schuester és a New Directions                                                                           | 8. "Jótanácsok házasulandóknak" | Igen      | Glee: The Music, Volume 1 | [ 32 ]        |
| "Thong Song"                                         | Sisqó                                                  | Will Schuester                                                                                               | 8. "Jótanácsok házasulandóknak" | Igen      | The Complete Season One   | [ 32 ]        |
| "What a Girl Wants"                                  | Christina Aguilera                                     | Rachel Berry                                                                                                 | 8. "Jótanácsok házasulandóknak" | Nem       | ?                         | [ 33 ]        |
| "Sweet Caroline"                                     | Neil Diamond                                           | Puck és a New Directions                                                                                     | 8. "Jótanácsok házasulandóknak" | Igen      | Glee: The Music, Volume 1 | [ 32 ]        |
| "Sing, Sing, Sing (With a Swing)"                    | Louis Prima                                            | Sue Sylvester és a Will Schuester                                                                            | 8. "Jótanácsok házasulandóknak" | Nem       | ?                         | [ 34 ]        |
| "I Could Have Danced All Night"                      | My Fair Lady                                           | Emma Pillsbury                                                                                               | 8. "Jótanácsok házasulandóknak" | Nem       | Glee: The Music, Volume 1 | [ 32 ]        |
| "Dancing with Myself"                                | Nouvelle Vague                                         | Artie Abrams                                                                                                 | 9. "Sütik és kerekek"           | Igen      | Glee: The Music, Volume 1 | [ 35 ]        |
| "Defying Gravity"                                    | Wicked                                                 | Kurt Hummel és Rachel Berry                                                                                  | 9. "Sütik és kerekek"           | Igen      | Glee: The Music, Volume 1 | [ 35 ]        |
| "Proud Mary"                                         | Ike and Tina Turner                                    | Mercedes Jones, Artie Abrams, Tina Cohen-Chang és a New Directions                                           | 9. "Sütik és kerekek"           | Igen      | Glee: The Music, Volume 2 | [ 35 ]        |
| "Endless Love"                                       | Lionel Richie és Diana Ross                            | Rachel Berry és Will Schuester                                                                               | 10. "Dalban mondom el"          | Igen      | Glee: The Music, Volume 2 | [ 36 ]        |
| "I'll Stand by You"                                  | The Pretenders                                         | Finn Hudson                                                                                                  | 10. "Dalban mondom el"          | Igen      | Glee: The Music, Volume 2 | [ 36 ]        |
| "Don't Stand So Close to Me" / "Young Girl"          | The Police / Gary Puckett & The Union Gap              | Will Schuester                                                                                               | 10. "Dalban mondom el"          | Igen      | Glee: The Music, Volume 2 | [ 36 ]        |
| "Crush"                                              | Jennifer Paige                                         | Rachel Berry                                                                                                 | 10. "Dalban mondom el"          | Igen      | Glee: The Music, Volume 2 | [ 36 ]        |
| "(You're) Having My Baby"                            | Paul Anka és Odia Coates                               | Finn Hudson                                                                                                  | 10. "Dalban mondom el"          | Igen      | Glee: The Music, Volume 2 | [ 36 ]        |
| "Lean on Me"                                         | Bill Withers                                           | Mercedes Jones, Artie Abrams és a New Directions                                                             | 10. "Dalban mondom el"          | Igen      | Glee: The Music, Volume 2 | [ 36 ]        |
| "Bootylicious"                                       | Destiny’s Child                                        | Jane Addams Leánykórus                                                                                       | 11. "Elterelő hadművelet"       | Igen      | The Complete Season One   | [ 37 ]        |
| "Don't Make Me Over"                                 | Dionne Warwick                                         | Mercedes Jones                                                                                               | 11. "Elterelő hadművelet"       | Igen      | Glee: The Music, Volume 2 | [ 37 ]        |
| "You're the One That I Want"                         | Grease                                                 | Rachel Berry és Finn Hudson                                                                                  | 11. "Elterelő hadművelet"       | Nem       | ?                         | [ 38 ]        |
| "Papa Don't Preach"                                  | Madonna                                                | Quinn Fabray                                                                                                 | 11. "Elterelő hadművelet"       | Igen      | The Complete Season One   | [ 37 ]        |
| "Hair" / "Crazy in Love"                             | Hair / Beyoncé feat. Jay-Z                             | Mercedes Jones, Artie Abrams és a New Directions                                                             | 11. "Elterelő hadművelet"       | Igen      | The Complete Season One   | [ 37 ]        |
| "Imagine"                                            | John Lennon                                            | Haverbrook Siketek Kórusa és a New Directions                                                                | 11. "Elterelő hadművelet"       | Igen      | Glee: The Music, Volume 2 | [ 37 ]        |
| "True Colors"                                        | Cyndi Lauper                                           | Tina Cohen-Chang és a New Directions                                                                         | 11. "Elterelő hadművelet"       | Igen      | Glee: The Music, Volume 2 | [ 37 ]        |
| "Smile"                                              | Lily Allen                                             | Rachel Berry és Finn Hudson                                                                                  | 12. "Társ-vadászat"             | Igen      | Glee: The Music, Volume 2 | [ 39 ]        |
| "When You're Smiling"                                | Louis Armstrong                                        | Rachel Berry                                                                                                 | 12. "Társ-vadászat"             | Nem       | ?                         | [ 40 ]        |
| "Jump"                                               | Van Halen                                              | New Directions                                                                                               | 12. Társ-vadászat"              | Igen      | Glee: The Music, Volume 2 | [ 39 ]        |
| "Smile"                                              | Charlie Chaplin                                        | New Directions                                                                                               | 12. Társ-vadászat"              | Igen      | Glee: The Music, Volume 2 | [ 39 ]        |
| "And I Am Telling You I'm Not Going"                 | Dreamgirls                                             | Mercedes Jones                                                                                               | 13. "Az első ütközet"           | Igen      | Glee: The Music, Volume 2 | [ 41 ]        |
| "And I Am Telling You I'm Not Going"                 | Dreamgirls                                             | Jane Addams Leánykórus                                                                                       | 13. "Az első ütközet"           | Nem       | ?                         | [ 41 ]        |
| "Proud Mary"                                         | Ike and Tina Turner                                    | Jane Addams Leánykórus                                                                                       | 13. "Az első ütközet"           | Nem       | ?                         | [ 41 ]        |
| "Don't Stop Believin'"                               | Journey                                                | Haverbrook Siketek Kórusa                                                                                    | 13. "Az első ütközet"           | Nem       | ?                         | [ 41 ]        |
| "Don't Rain on My Parade"                            | Funny Girl                                             | Rachel Berry                                                                                                 | 13. "Az első ütközet"           | Igen      | Glee: The Music, Volume 2 | [ 41 ]        |
| "You Can't Always Get What You Want"                 | The Rolling Stones                                     | New Directions                                                                                               | 13. "Az első ütközet"           | Igen      | Glee: The Music, Volume 2 | [ 41 ]        |
| "My Life Would Suck Without You"                     | Kelly Clarkson                                         | New Directions                                                                                               | 13. "Az első ütközet"           | Igen      | Glee: The Music, Volume 2 | [ 41 ]        |
| "Hello, I Love You"                                  | The Doors                                              | Finn Hudson                                                                                                  | 14. "Mindenki mással csinálja"  | Igen      | The Complete Season One   | [ 42 ]        |
| "Gives You Hell"                                     | The All-American Rejects                               | Rachel Berry és a New Directions                                                                             | 14. "Mindenki mással csinálja"  | Igen      | Glee: The Music, Volume 3 | [ 42 ]        |
| "Hello"                                              | Lionel Richie                                          | Rachel Berry és Jesse St. James                                                                              | 14. "Mindenki mással csinálja"  | Igen      | Glee: The Music, Volume 3 | [ 42 ]        |
| "Hello Again"                                        | Neil Diamond                                           | Will Schuester                                                                                               | 14. "Mindenki mással csinálja"  | Nem       | ?                         | [ 43 ]        |
| "Highway to Hell"                                    | AC/DC                                                  | Vocal Adrenaline                                                                                             | 14. "Mindenki mással csinálja"  | Igen      | The Complete Season One   | [ 42 ]        |
| "Hello, Goodbye"                                     | The Beatles                                            | New Directions                                                                                               | 14. "Mindenki mással csinálja"  | Igen      | Glee: The Music, Volume 3 | [ 42 ]        |
| "Ray of Light"                                       | Madonna                                                | A McKinley High Cheerios pomponlánycsapata                                                                   | 15. "Madonna hatalma"           | Nem       | ?                         | [ 44 ]        |
| "Express Yourself"                                   | Madonna                                                | A New Directions lánytagjai                                                                                  | 15. "Madonna hatalma"           | Igen      | The Power of Madonna      | [ 45 ]        |
| "Borderline" / "Open Your Heart"                     | Madonna                                                | Rachel Berry és Finn Hudson                                                                                  | 15. "Madonna hatalma"           | Igen      | The Power of Madonna      | [ 45 ]        |
| "Vogue"                                              | Madonna                                                | Sue Sylvester, Kurt Hummel,Mercedes Jones és a McKinley High Cheerios pomponlánycsapata                      | 15. "Madonna hatalma"           | Igen      | The Power of Madonna      | [ 46 ] [ 47 ] |
| "Like a Virgin"                                      | Madonna                                                | Rachel Berry és Jesse St. James; Emma Pillsbury és Will Schuester; Finn Hudson és Santana Lopez              | 15. "Madonna hatalma"           | Igen      | The Power of Madonna      | [ 45 ]        |
| "4 Minutes"                                          | Madonna feat. Justin Timberlake és Timbaland           | Kurt Hummel és Mercedes Jones, és a McKinley High Cheerios pomponlánycsapata                                 | 15. "Madonna hatalma"           | Igen      | The Power of Madonna      | [ 45 ]        |
| "What It Feels Like for a Girl"                      | Madonna                                                | Will Schuester és a New Directions fiútagjai                                                                 | 15. "Madonna hatalma"           | Igen      | The Power of Madonna      | [ 45 ]        |
| "Like a Prayer"                                      | Madonna                                                | New Directions                                                                                               | 15. "Madonna hatalma"           | Igen      | The Power of Madonna      | [ 48 ]        |
| "Fire"                                               | Bruce Springsteen                                      | April Rhodes és Will Schuester                                                                               | 16. "Otthon, édes otthon"       | Igen      | The Complete Season One   | [ 49 ]        |
| "A House Is Not a Home"                              | Dionne Warwick                                         | Kurt Hummel és Finn Hudson                                                                                   | 16. "Otthon, édes otthon"       | Igen      | Glee: The Music, Volume 3 | [ 50 ]        |
| "One Less Bell to Answer" / "A House Is Not a Home"  | Barbra Streisand                                       | April Rhodes and Will Schuester                                                                              | 16. "Otthon, édes otthon"       | Igen      | Glee: The Music, Volume 3 | [ 50 ]        |
| "Beautiful"                                          | Christina Aguilera                                     | Mercedes Jones és a New Directions, és a McKinley High Cheerios pomponlánycsapata                            | 16. "Otthon, édes otthon"       | Igen      | Glee: The Music, Volume 3 | [ 49 ]        |
| "Home"                                               | The Wiz                                                | April Rhodes és a New Directions                                                                             | 16. "Otthon, édes otthon"       | Igen      | Glee: The Music, Volume 3 | [ 49 ]        |
| "Ice Ice Baby"                                       | Vanilla Ice                                            | Will Schuester és a New Directions                                                                           | 17. "Hírnév"                    | Igen      | The Complete Season One   | [ 51 ]        |
| "U Can't Touch This"                                 | MC Hammer                                              | Artie Abrams, Kurt Hummel, Mercedes Jones, Tina Cohen-Chang és Brittany Pierce                               | 17. "Hírnév"                    | Igen      | The Complete Season One   | [ 51 ]        |
| "Physical"                                           | Olivia Newton-John                                     | Sue Sylvester és Olivia Newton-John                                                                          | 17. "Hírnév"                    | Igen      | Glee: The Music, Volume 3 | [ 52 ]        |
| "Run Joey Run"                                       | David Geddes                                           | Rachel Berry, Finn Hudson, Jesse St. James, Puck, Santana Lopez, Brittany Pierce és Sandy Ryerson            | 17. "Hírnév"                    | Igen      | The Complete Season One   | [ 53 ]        |
| "Total Eclipse of the Heart"                         | Bonnie Tyler                                           | Rachel Berry, Finn Hudson, Jesse St. James, Puck és a New Directions                                         | 17. "Hírnév"                    | Igen      | Glee: The Music, Volume 3 | [ 51 ]        |
| "The Climb"                                          | Miley Cyrus                                            | Rachel Berry                                                                                                 | 18. "Hozzáállás kérdése"        | Nem       | ?                         | [ 54 ]        |
| "Jessie's Girl"                                      | Rick Springfield                                       | Finn Hudson                                                                                                  | 18. "Hozzáállás kérdése"        | Igen      | The Complete Season One   | [ 54 ]        |
| "The Lady Is a Tramp"                                | Sammy Davis, Jr.                                       | Puck és Mercedes Jones                                                                                       | 18. "Hozzáállás kérdése"        | Igen      | Glee: The Music, Volume 3 | [ 54 ]        |
| "Pink Houses"                                        | John Mellencamp                                        | Kurt Hummel                                                                                                  | 18. "Hozzáállás kérdése"        | Nem       | ?                         | [ 54 ]        |
| "The Boy Is Mine"                                    | Brandy és Monica                                       | Mercedes Jones és Santana Lopez                                                                              | 18. "Hozzáállás kérdése"        | Igen      | The Complete Season One   | [ 54 ]        |
| "Rose's Turn"                                        | Gypsy: A Musical Fable                                 | Kurt Hummel                                                                                                  | 18. "Hozzáállás kérdése"        | Igen      | Glee: The Music, Volume 3 | [ 54 ]        |
| "One"                                                | U2                                                     | Rachel Berry és Sean Fretthold; New Directions                                                               | 18. "Hozzáállás kérdése"        | Igen      | Glee: The Music, Volume 3 | [ 54 ]        |
| "Daydream Believer"                                  | The Monkees                                            | Bryan Ryan                                                                                                   | 19. "Álmodj tovább!"            | Nem       | ?                         | [ 55 ]        |
| "Piano Man"                                          | Billy Joel                                             | Will Schuester és Bryan Ryan                                                                                 | 19. "Álmodj tovább!"            | Nem       | ?                         | [ 56 ]        |
| "Big Spender"                                        | Édes Charity                                           | Nő a meghallgatáson                                                                                          | 19. "Álmodj tovább!"            | Nem       | ?                         | [ 57 ]        |
| "Dream On"                                           | Aerosmith                                              | Will Schuester és Bryan Ryan                                                                                 | 19. "Álmodj tovább!"            | Igen      | Glee: The Music, Volume 3 | [ 56 ]        |
| "The Safety Dance"                                   | Men Without Hats                                       | Artie Abrams, a New Directions és a plázai flash mob táncosok                                                | 19. "Álmodj tovább!"            | Igen      | Glee: The Music, Volume 3 | [ 56 ]        |
| "I Dreamed a Dream"                                  | A nyomorultak                                          | Rachel Berry és Shelby Corcoran                                                                              | 19. "Álmodj tovább!"            | Igen      | Glee: The Music, Volume 3 | [ 56 ]        |
| "Dream a Little Dream of Me"                         | The Mamas & the Papas                                  | Artie Abrams és a New Directions                                                                             | 19. "Álmodj tovább!"            | Igen      | The Complete Season One   | [ 56 ]        |
| "Funny Girl"                                         | Funny Girl                                             | Shelby Corcoran                                                                                              | 20. "Lady Gaga"                 | Igen      | The Complete Season One   | [ 58 ]        |
| "Bad Romance"                                        | Lady Gaga                                              | A New Directions női tagjai és Kurt Hummel                                                                   | 20. "Lady Gaga"                 | Igen      | Glee: The Music, Volume 3 | [ 58 ]        |
| "Shout It Out Loud"                                  | Kiss                                                   | A New Directions fiútagjai, kivéve Kurt Hummel                                                               | 20. "Lady Gaga"                 | Igen      | The Complete Season One   | [ 58 ]        |
| "Beth"                                               | Kiss                                                   | A New Directions fiútagjai, kivéve Kurt Hummel                                                               | 20. "Lady Gaga"                 | Igen      | Glee: The Music, Volume 3 | [ 58 ]        |
| "Poker Face"                                         | Lady Gaga                                              | Rachel Berry és Shelby Corcoran                                                                              | 20. "Lady Gaga"                 | Igen      | Glee: The Music, Volume 3 | [ 58 ]        |
| "Another One Bites the Dust"                         | Queen                                                  | Vocal Adrenaline                                                                                             | 21. "Visszavágó"                | Igen      | The Complete Season One   | [ 59 ]        |
| "Tell Me Something Good"                             | Rufus and Chaka Khan                                   | Will Schuester                                                                                               | 21. "Visszavágó"                | Igen      | The Complete Season One   | [ 59 ]        |
| "Loser"                                              | Beck                                                   | Puck, Finn Hudson, Sandy Ryerson, Howard Bamboo, Terri Schuester,és a Sheets-n-Things alkalmazottai és vevői | 21. "Visszavágó"                | Igen      | Glee: The Music, Volume 3 | [ 60 ]        |
| "It's a Man's Man's Man's World"                     | James Brown                                            | Quinn Fabray                                                                                                 | 21. "Visszavágó"                | Igen      | The Complete Season One   | [ 59 ]        |
| "Good Vibrations"                                    | Marky Mark and the Funky Bunch feat. Loleatta Holloway | Puck, Finn Hudson és Mercedes Jones                                                                          | 21. "Visszavágó"                | Igen      | The Complete Season One   | [ 59 ]        |
| "Give Up the Funk (Tear the Roof off the Sucker)"    | Parliament                                             | New Directions                                                                                               | 21. "Visszavágó"                | Igen      | Glee: The Music, Volume 3 | [ 59 ]        |
| "You Raise Me Up" / "Magic"                          | Josh Groban / Olivia Newton-John                       | Aural Intensity                                                                                              | 22. "Csillag születik"          | Nem       | ?                         | [ 61 ]        |
| "Faithfully"                                         | Journey                                                | Rachel Berry, Finn Hudson és a New Directions                                                                | 22. "Csillag születik"          | Nem       | Journey to Regionals      | [ 61 ]        |
| "Any Way You Want It" / "Lovin', Touchin', Squeezin" | Journey                                                | New Directions                                                                                               | 22. "Csillag születik"          | Nem       | Journey to Regionals      | [ 61 ]        |
| "Don't Stop Believin'"                               | Journey                                                | New Directions                                                                                               | 22. "Csillag születik"          | Nem       | Journey to Regionals      | [ 61 ]        |
| "Bohemian Rhapsody"                                  | Queen                                                  | Vocal Adrenaline                                                                                             | 22. "Csillag születik"          | Nem       | Journey to Regionals      | [ 61 ]        |
| "To Sir, with Love"                                  | Lulu                                                   | New Directions                                                                                               | 22. "Csillag születik"          | Nem       | Journey to Regionals      | [ 61 ]        |
| "Over the Rainbow"                                   | Israel Kamakawiwoʻole                                  | Will Schuester és Puck                                                                                       | 22. "Csillag születik"          | Nem       | Journey to Regionals      | [ 61 ]        |

## Fordítás
- Ez a szócikk részben vagy egészben  a   List of songs in Glee (season 1) című angol Wikipédia-szócikk fordításán alapul.  Az eredeti cikk szerkesztőit annak laptörténete sorolja fel. Ez a jelzés csupán a megfogalmazás eredetét és a szerzői jogokat jelzi, nem szolgál a cikkben szereplő információk forrásmegjelöléseként.